# Société simple
La société simple est une forme de société prévue par le droit suisse. Il s'agit d'un contrat régi par les articles 530 et suivants du Code des obligations, conclu par deux ou plusieurs personnes physiques ou morales qui conviennent d’unir leurs efforts ou leurs ressources en vue d’atteindre un but commun, lucratif ou non.
La société simple n'a pas la personnalité juridique et ne peut donc pas porter de nom. Contrairement aux personnes morales, elle ne peut en tant que telle ni agir ni être attaquée en justice, ni être l'objet de poursuites, ni être inscrite au Registre du commerce.
Les associés sont propriétaires en main commune des biens et créances de la société simple. Ils participent, en principe à parts égales, aux bénéfices et aux pertes. Ils sont solidairement responsables de toutes les dettes de la société sur l'ensemble de leur patrimoine.
Ainsi, en procédure civile, les associés doivent faire valoir leur créance en agissant conjointement (consorité nécessaire). En revanche, la responsabilité solidaire pour les dettes a pour conséquence qu'un créancier de la société dispose de la faculté de rechercher chaque associé pour le tout.